# Bad Wörishofen
Bad Wörishofen (pronunciación en alemán: /baːt ˌvøːʁɪsˈhoːfn̩/ⓘ) es una ciudad del distrito de Baja Algovia en la región administrativa de Suabia del Estado libre de Baviera en Alemania.
Bad Wörishofen es un balneario Kneipp muy famoso. Sebastian Kneipp fue un sacerdote y médico naturista de Bad Wörishofen y descubrió aquí el fuerte poder curativo del agua.